# Slatina (gmina Šmartno ob Paki)
Slatina – wieś w Słowenii, w gminie Šmartno ob Paki. Znajduje się na prawym brzegu rzeki Paka. W 2018 roku liczyła 273 mieszkańców.